# Церковь Покрова Пресвятой Богородицы (Горки)
Церковь Покрова Пресвятой Богородицы — православный храм Воронежской епархии. Расположена в селе Горки Новоусманского района Воронежской области.

## История
Церковь Покрова Пресвятой Богородицы была построена в классическом стиле тщанием состоятельных прихожан села в 1847 году. Церковь владела 33 десятинами земли. В начале 2000-х годов была вновь открыта и отреставрирована.

## Современный статус
В настоящее время Покровская церковь в с. Горки постановлением администрации Воронежской области N 850 от 14.08.95 г. является объектом исторического и культурного наследия областного значения.

## Фотографии

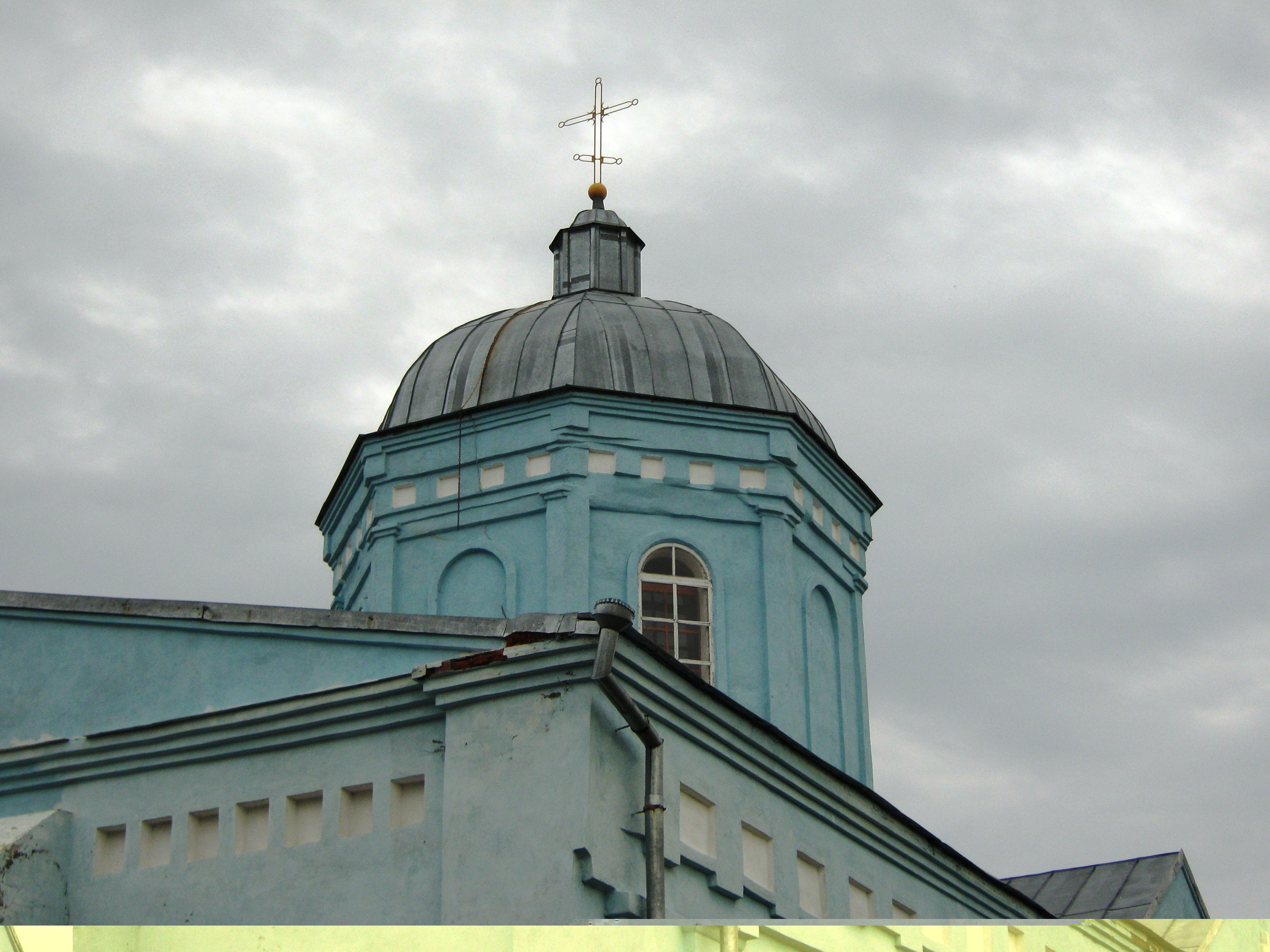
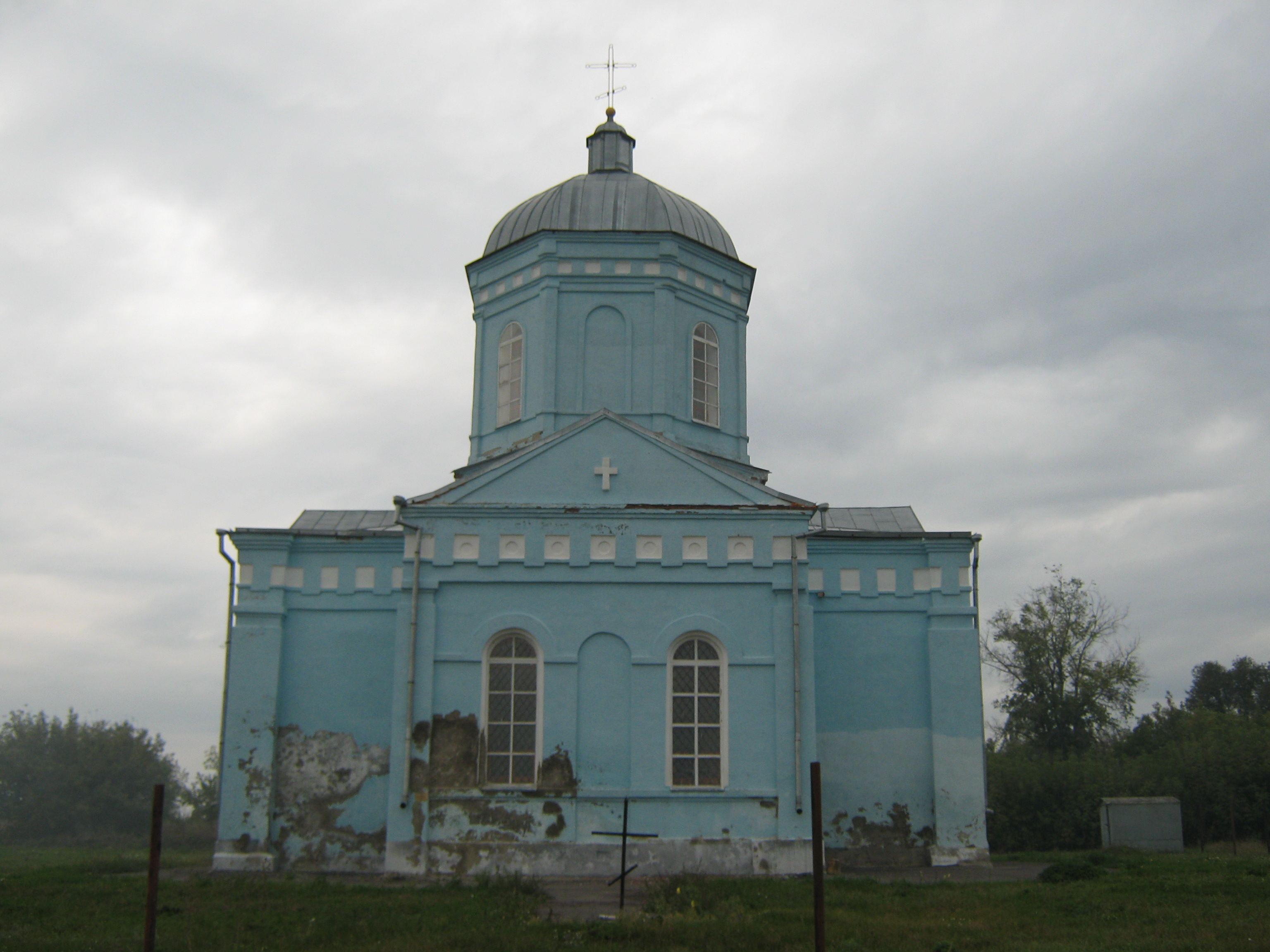
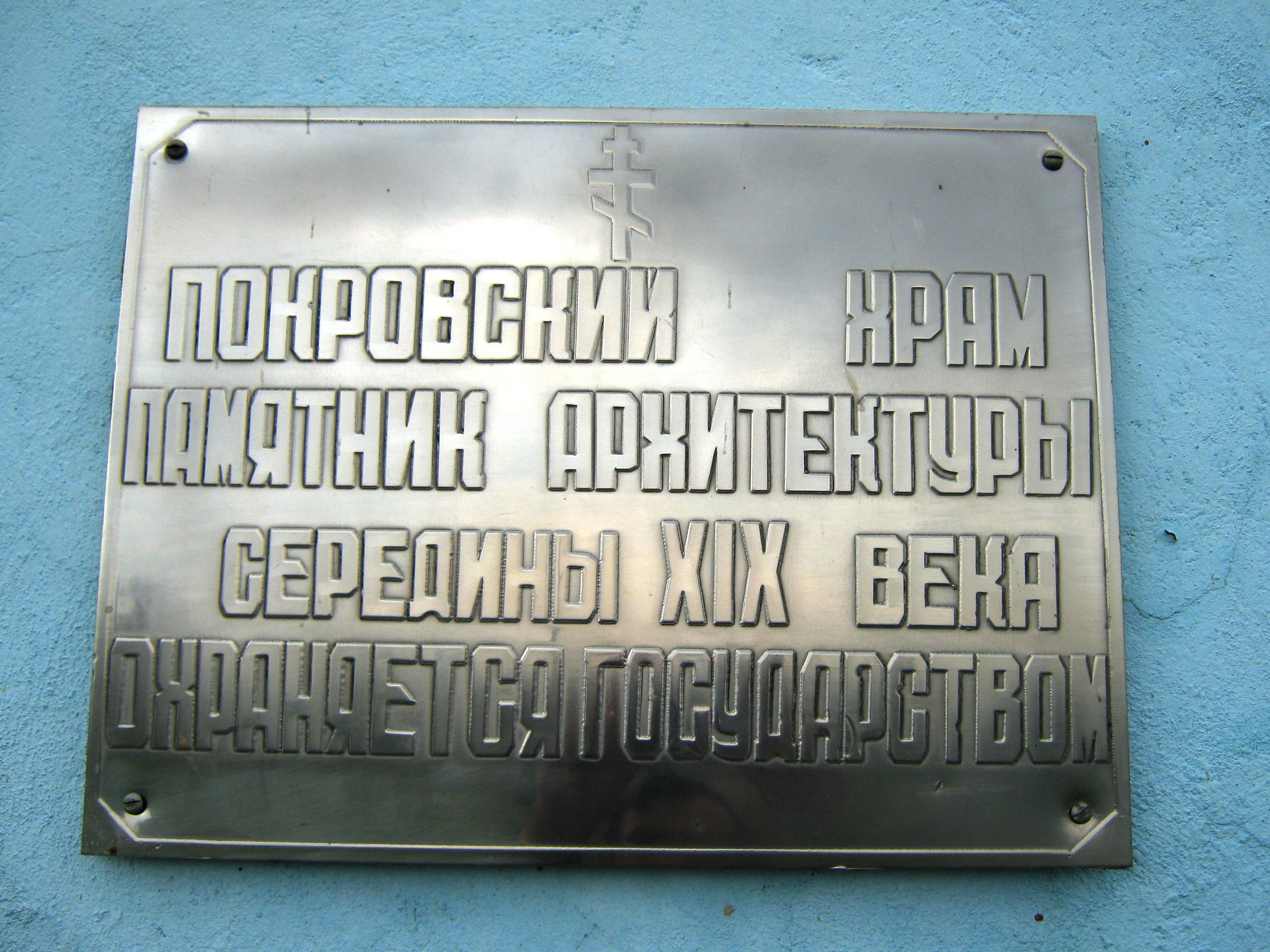